# Сікан Віталій Миколайович
Віталій Миколайович Сікан — солдат Збройних Сил України, учасник російсько-української війни, що загинув у ході російського вторгнення в Україну в 2022 році.

## Життєпис
Народився 14 квітня 1976 року в смт Козельці на Чернігівщині. Мешкав у селі Тополі Козелецької селищної ради.
Закінчив Козелецьку загальноосвітній школу № 2 та Козелецький технікум ветеринарної медицини. Працював поштарем сіл Тополі, Закревське, Жеребецьке. Згодом перейшов працювати до ТОВ «Бейкері Фуд Індастрі» (Форнетті). Був неодружений.
З початком російське вторгнення в Україну перебував у складі ЗС України на передовій. Мав військову спеціальність «стрілець-санітар».
Загинув 23 березня 2022 року в боях з російськими окупантами під час оборони міста Чернігова. Похований 8 квітня 2022 року в селі Тополях.

## Нагороди
- Орден «За мужність» III ступеня (2022, посмертно) — за особисту мужність і самовіддані дії, виявлені у захисті державного суверенітету та територіальної цілісності України, вірність військовій присязі [2].